# Les Cresnays
Les Cresnays är en kommun i departementet Manche i regionen Normandie i norra Frankrike. Kommunen ligger i kantonen Brécey som tillhör arrondissementet Avranches. År 2022 hade Les Cresnays 230 invånare.

## Befolkningsutveckling
Antalet invånare i kommunen Les Cresnays
| Referens: INSEE |